# Lycée Louis-le-Grand
Louis-le-Grand este numele unei renumite școli de elită din Quartier Latin din Paris (123 rue Saint-Jacques, 5. Arrondissement), care include un Lycée, precum și cursuri pregătitoare pentru examenele de admitere la Grandes Écoles . 

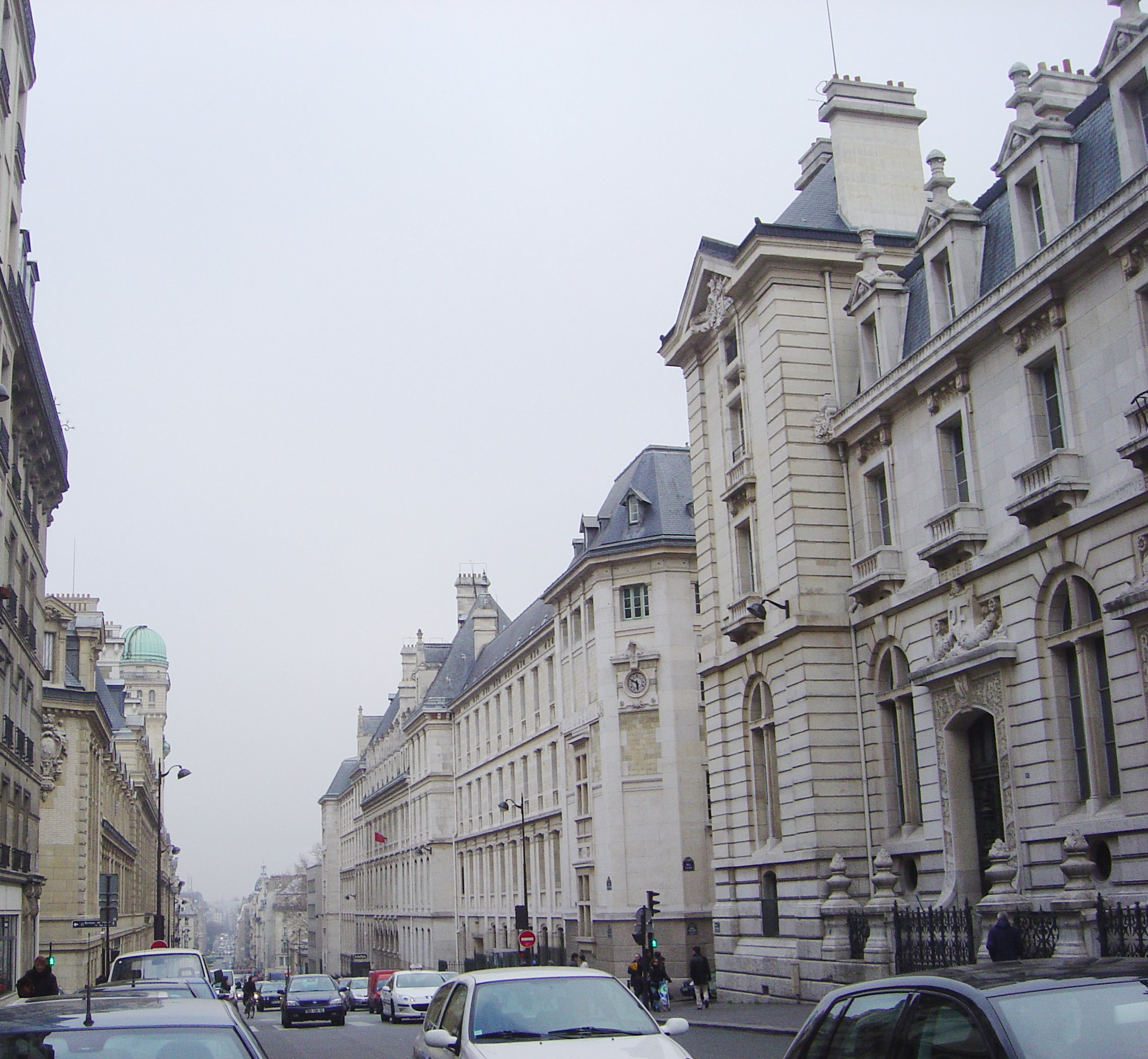
Pe partea dreapta, în centru, Lycée Louis-le-Grand, în fața lui, facultatea de drept, în stânga Sorbona

Această școală tradițională a provenit din Collège de Clermont, fondată de către iezuiți în 1564 ca bursă, și cunoscută anterior ca Colegiul iezuit din Paris. A fost închis temporar între 1595 și 1618 și 1762 și a fost redenumit de mai multe ori.

## Nume

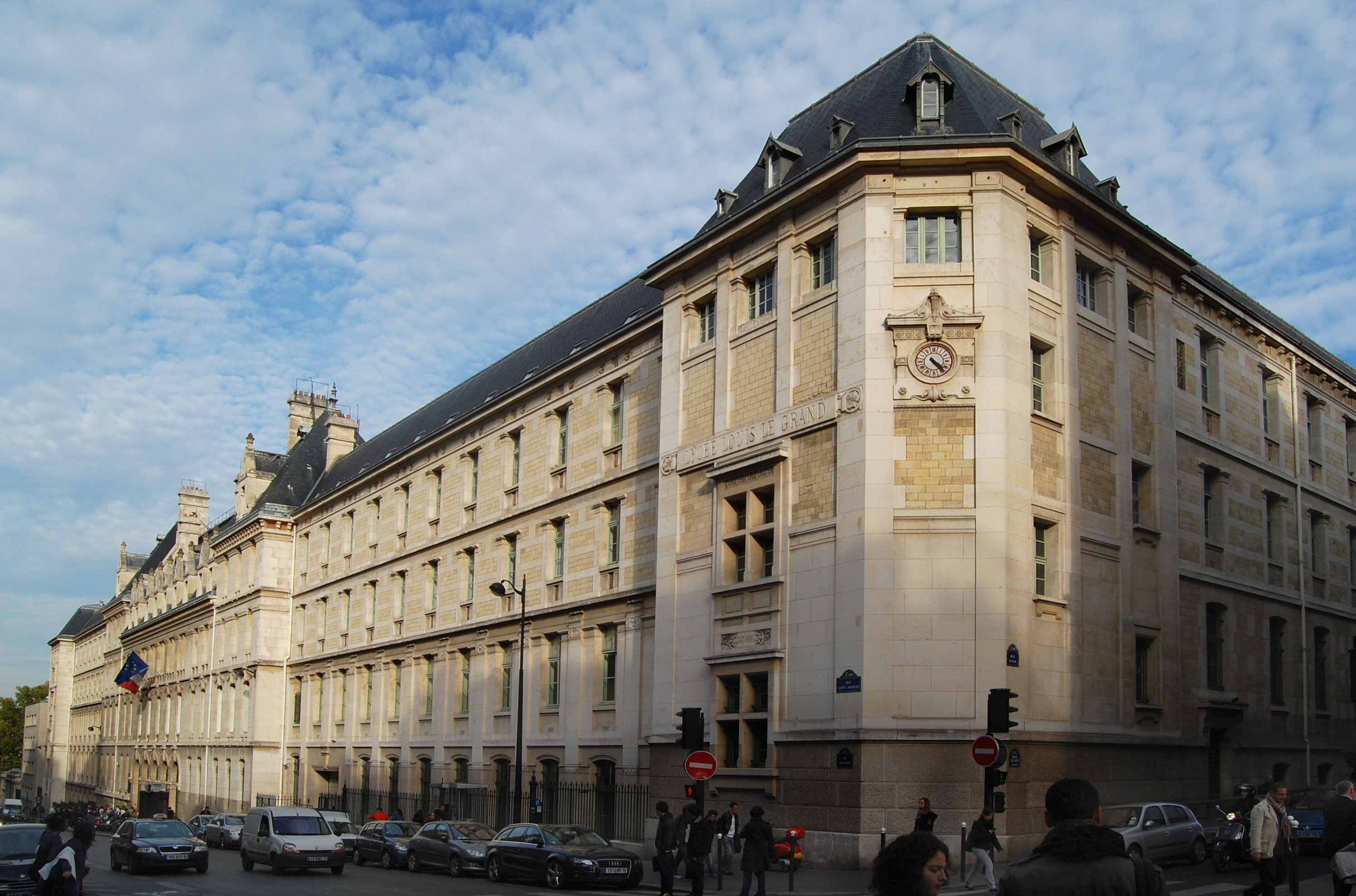
Lycée Louis-le-Grand, vedere din rue St Jacques

Numele inițial, Collège de Clermont, provine de la Dieceza de Clermont, al cărei episcop, Guillaume Duprat (d. 23 octombrie 1560), a facilitat prin donațiile sale către ordinul iezuit înființarea colegiului. Această instituție a purtat ulterior diferite nume: 
- Collège Louis-le-Grand (1674), în omagiu și mulțumire pentru o vizită efectuată de care regele Ludovic al XIV-lea,
- Collège de l'Egalité (1792) și Collège Prytanée (1794) în timpul Revoluției Franceze,
- Collège de Paris (1800) sub consulat,
- Lycée Impérial (1805-1815) în timpul primului imperiu,
- Collège royal de Louis-le-Grand (1815) în timpul restaurării guvernării Bourbon,
- Lycée Descartes (1848).

Școala poartă numele său actual din 1849.

## Istoric

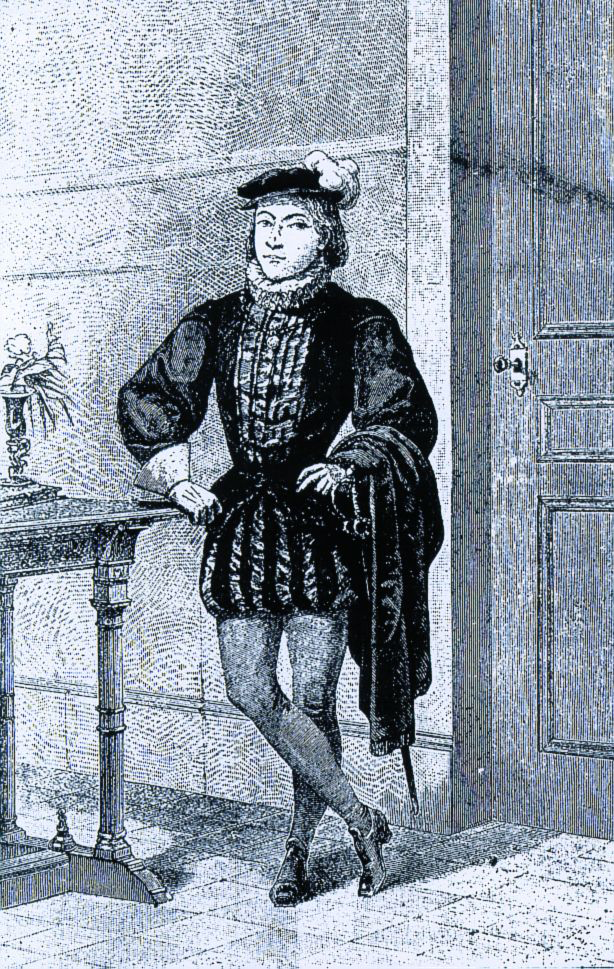
Un elev binecunoscut al Collège de Clermont : Francis de Sales la vârsta de 12 ani la Paris

Încă din anul 1540 iezuiții au fondat un Collège, și-au cazat elevii, în lipsa unei case proprii, de la Collège du Trésorier, iar din 1542 de la Collège des Lombard, până în 1550, când Guillaume Duprat le-a dat o casă în rue de la Harpe și în 1560 a trimis, prin testament, o sumă care le-a permis, în 1562, achiziționarea vechii locuințe anterioare a Episcopilor din Langres, din rue Saint-Jacques. Acolo au deschis în 1564 actualul Collège de Clermont, a cărui piatră de temelie la construcția capelei a fost pusă în 1582 de regele Henric al III-lea. 
Tentativa de asasinare de către fostul student Jean Châtel⁠(fr)[traduceți] (1575-1594), în 27 decembrie 1594, asupra regelui Henric al IV-lea, a dus la expulzarea temporară a iezuiților din Franța și la închiderea Collège de Clermont între 1595 și 1618. În acest an frații s-au întors, a reluat lecțiile și au comandat în 1628 noua construcție a școlii, în care mai târziu au integrat clădirile vecine ale Collège de Marmoutiers⁠(fr)[traduceți] (1641) și Collège du Mans⁠(fr)[traduceți] (1682). 
Ca rezultat al unei noi expulzări a iezuiților din 1762 închisă din nou, școala, care în 1763 a fost subordonată unui consiliu de conducere, care a fost prezidat de Arhiepiscopul de Reims, a preluat în ultimul an toți bursierii celor 26 de astfel de petits collèges. 
Complexul școlar, renovat între 1820 și 1822, a fost anexat în anul 1822 clădirilor adiacente vechi ale Collège des Cholets⁠(fr)[traduceți]. O parte din zidurile vechi a fost construită în anii 1885-1893 de către arhitectul Charles Lecoeur printr-o clădire nouă. Fatada curții stă sub protecția patrimoniului cultural.

## Lycée astăzi
Secondaire a Lycée este în prezent (2007) frecventat de aproximativ 850 elevi, clase preparatorii, care se pregătesc să intre în Grandes Écoles, aproximativ 950, din care 15% în ramura industrie, 60% știință și 25% în ramura literară. Lycée este cunoscut pentru rata mare de succes la Grandes Écoles. Aproximativ o zecime dintre elevi sunt străini din aproximativ 40 de țări (în special în zona Secondaire Européenne). Școala este deschisă tuturor și este gratuită. Dar există un proces strict de selecție. Școala are, de asemenea, o școală internat cu 339 de locuri (băieți și fete) pentru elevii care se află în clasa de pregătire (Classes Préparatoires).  Elevii sunt numiți magnoludoviciens. Din 1995, au fost în curs renovări ample. 
În prezent (2016) Lycée este condus de Jean Bastianelli, fostul director al Școlii Franceze (Lycée français de Vienne) din Viena și al Lycée Pierre-de-Fermat din Toulouse. 

## Lista studenților și profesorilor renumiți
Studenții renumiți sunt: 

### Scriitori și filosofi
| - Alain-Fournier - Jean-Henri Azéma - Alain Badiou - Charles Baudelaire - Joseph Bédier - Louis Abel Beffroy de Reigny - Alain de Benoist - Ferdinand Brunetière - Pierre Bourdieu - Paul Bourget - Flavia Bujor - Eugène Burnouf - Michel Butor - Cyrano de Bergerac | - René Castel - Aimé Césaire - Paul Claudel - René Clair - Prosper Jolyot Crébillon - Alfred Auguste Cuvillier-Fleury - Léon Daudet - Régis Debray - Nicolas Félix Deltour - Jacques Derrida - Denis Diderot - Maurice Druon - Émile Durkheim | - Charles Simon Favart - Bonifaciu Florescu - Théophile Gautier - Jean Baptiste Louis de Gresset - Jean Guéhenno - Jean Guitton - Louis Hachette - Claude Hagège - Jean-Barthélemy Hauréau - Victor Hugo - Paul Janet - Jules Janin - Joseph Kessel | - Valery Larbaud - Bernard-Henri Lévy - André Lichtenberger - Émile Littré - Robert Merle - Maurice Merleau-Ponty - Molière - Charles Péguy - Bertrand Poirot-Delpech - Romain Rolland - Marquis de Sade - Jean-Paul Sartre - Voltaire |

### Pictori și sculptori

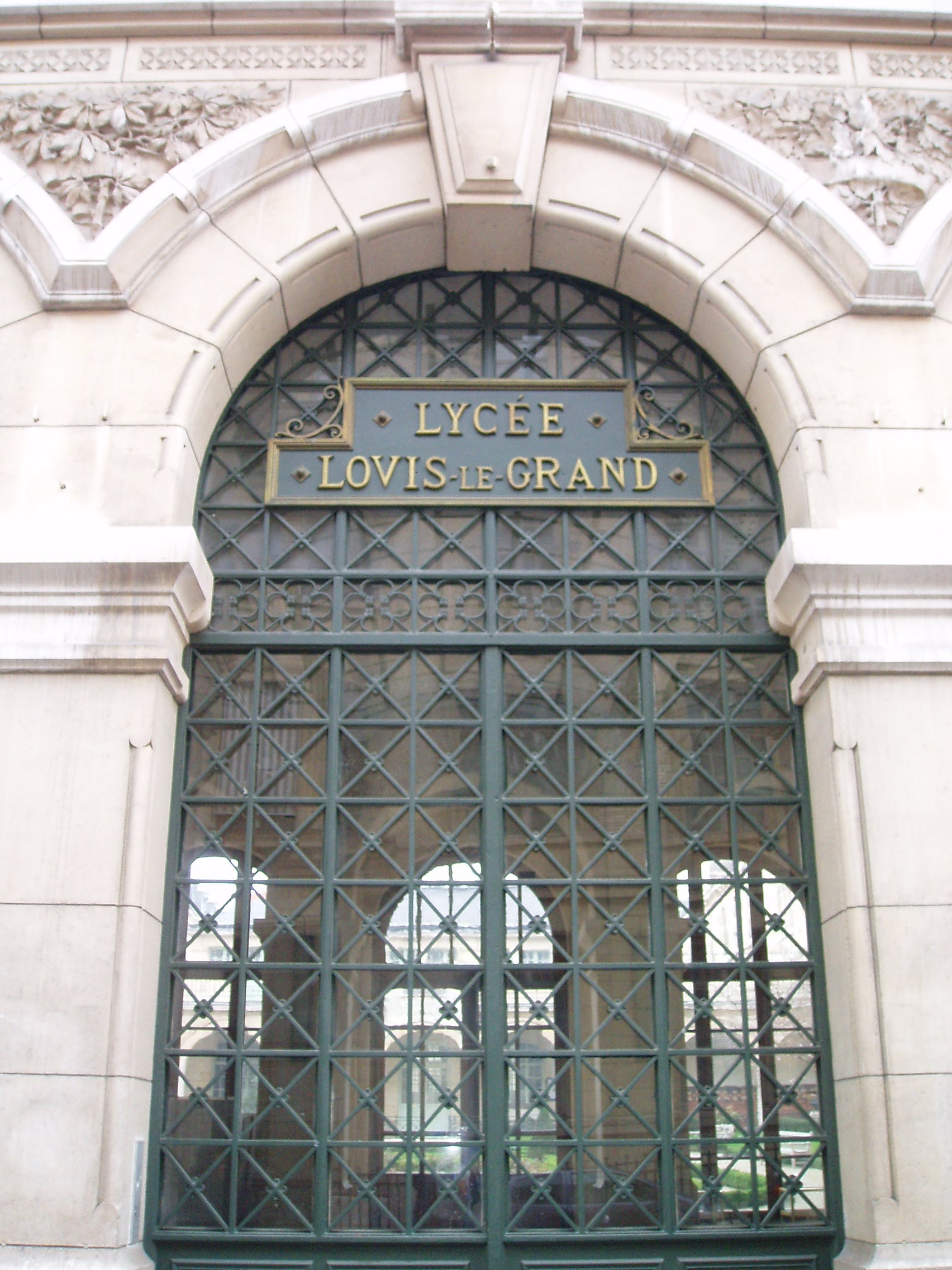
Intrare

- Frédéric-Auguste Bartholdi
- Pierre Bonnard
- Edgar Degas
- Eugène Delacroix
- Marcellin Desboutin
- Théodore Géricault
- Georges Méliès
- Claude René Gabriel Poulleau
- Jacques Rigaut

### Oameni de știință
- Boubakar Ba
- Henri Becquerel
- Jean-Baptiste Biot
- Jean Bernard
- Michel Chasles
- Alfred Croiset
- Louis-Marie Stanislas Fréron
- Évariste Galois
- Alexandru Ghika
- Jacques Hadamard
- Claude Hagège
- Félix Hubert d'Hérelle
- Charles Hermite
- Gabriel Lamé
- Laurent Lafforgue
- Vincent Lafforgue
- Louis Massignon
- Louis Leprince-Ringuet
- Urbain Le Verrier
- Pierre-Louis Lions
- Arthur Morin
- Paul Painleve
- Henri Poincaré
- Sabba S. Ștefănescu
- Marie-Antoinette Tonnelat
- Jean-Christophe Yoccoz

### Politicieni
| - Karine Berger - Robert Brasillach - Thierry Breton - Auguste Burdeau - Jacques Chirac - Aimé Césaire - Pierre Cot - Michel Debré - Régis Debray - Paul Deschanel - Camille Desmoulins - Édouard Drouyn de Lhuys | - Laurent Fabius - Étienne-François de Choiseul - Michel Gaudin - Valéry Giscard d'Estaing - Jean Jaurès - Alain Juppe - Pierre Mendès Franța - Pierre Messmer - Milan I. (Serbia) - Alexandre Millerand - Nikola (Muntenegru) - Maurice Papon - Edgard Pisani | - Alain Poher - Raymond Poincaré - Georges Pompidou - Maximilien de Robespierre - Augustin Robespierre - Michel Rocard - Léopold Sédar Senghor - George Barbu Știrbei - Jean Tiberi - Anne Robert Jacques Turgot, baronul de l'Aulne - Abel-François Villemain - Maxime Weygand |

### Alții
- André Citroën, designer auto
- Claude de la Colombière, iezuit
- Raoul Diagne, jucător național de fotbal
- Louis-Marie Stanislas Fréron, politician
- Louis Fronsac, notar la Grand Châtelet
- Casimir Gaillardin, istoric
- Jules Girard, istoric literar
- Cardinalul Retz, politician, scriitor de memorii
- Jacques Isorni, avocat
- Robert Judet, chirurg ortoped
- Marquis de Lafayette, general și politician
- André Michelin, industriaș
- Francis de Sales, fondatorul ordinului mistic Ordre de la Visitation⁠(fr)[traduceți] (elev 1578 - 1588)

### Profesori
Profesorii de la LLG au fost printre alții: 
| - Henri Abraham - Michel Alexandre - Ferdinand Alquié - Jules Barni - Amédée Beaujean - André Bellessort - Denis Bérardier - Casimir Bonjour - Émile Borel - Jean-Claude Bouquet | - Hubert Bourgin - Auguste Burdeau - René Castel - Bernard Chambaz - Marc-Antoine Charpentier - Charles-Louis Clérisseau - Jean-Philibert Damiron - Xavier Darcos - Constant Dubos - Louis Gallouédec | - Mathieu Auguste Geffroy , istoric - Marcel-Jules-Marie Guéhenno (Jean Guéhenno) - Charles Antoine Gidel (Rectorul din 1878) - Jean Gaston Darboux - Eugène Despois - Léon Feugère - André Lagarde - Louis Lavelle - Henri Léon Lebesgue | - Michel Le Tellier - Lucien Poincaré - Chrétien-Siméon Le Prévost d'Iray - Hippolyte Rigault - Raoul Rochette - Romain Rolland - Eugene Rosseeuw Saint-Hilaire - Paul Tuffrau |

## Legături externe
- de  Das Lycée Louis-le-Grand stellt sich vor Arhivat în 16 aprilie 2008, la Wayback Machine. („Lycée Louis-le-Grand se prezintă”)
- de  Kurze Biografie des Louis de Fronsac, mit einer Beschreibung der Lebensbedingungen im Collège de Clermont Arhivat în 6 mai 2009, la Wayback Machine. („Scurtă biografie a lui Louis de Fronsac, cu o descriere a condițiilor de viață din Collège de Clermont”)